# Aderus disconiger
Aderus disconiger é uma espécie de inseto besouro da família Aderidae. Foi descrita cientificamente por Maurice Pic em 1907.